# Nuoto ai Giochi della IX Olimpiade - 100 metri dorso femminili
La competizione dei 100 metri dorso femminili di nuoto dei Giochi della IX Olimpiade si è svolta i giorni 9 e 11 agosto 1928 al Olympic Sports Park Swim Stadium di Amsterdam.

## Risultati

### Turno eliminatorio
Si disputò il 9 agosto. Le prime due di ogni serie più il miglior tempo delle escluse furono ammesse alla finale.
| Pos. | Concorrente   | Nazione       | Tempo  |
| ---- | ------------- | ------------- | ------ |
| 1    | Ellen King    | Gran Bretagna | 1'22"0 |
| 2    | Marian Gilman | Stati Uniti   | 1'24"0 |
| 3    | Ena Stockley  | Nuova Zelanda | 1'25"4 |

| Pos. | Concorrente     | Nazione       | Tempo  |
| ---- | --------------- | ------------- | ------ |
| 1    | Marie Braun     | Paesi Bassi   | 1'21"6 |
| 2    | Lisa Lindstrom  | Stati Uniti   | 1'23"0 |
| 3    | Phyllis Harding | Gran Bretagna | 1'27"8 |
| 4    | Bonnie Mealing  | Australia     |        |

| Pos. | Concorrente          | Nazione       | Tempo  |
| ---- | -------------------- | ------------- | ------ |
| 1    | Eleanor Holm         | Stati Uniti   | 1'23"6 |
| 2    | Joyce Cooper         | Gran Bretagna | 1'24"2 |
| 3    | Jeanne Grendel       | Paesi Bassi   | 1'26"2 |
| 4    | Else Jacobsen        | Danimarca     | 1'31"5 |
| 5    | Marie-Jeanne Bernard | Lussemburgo   |        |

### Finale
Si disputò l'11 agosto. 
| Pos.    | Concorrente    | Nazione       | Tempo  |
| ------- | -------------- | ------------- | ------ |
| Oro     | Marie Braun    | Paesi Bassi   | 1'22"0 |
| Argento | Ellen King     | Gran Bretagna | 1'22"2 |
| Bronzo  | Joyce Cooper   | Gran Bretagna | 1'22"8 |
| 4       | Marian Gilman  | Stati Uniti   | 1'24"2 |
| 5       | Eleanor Holm   | Stati Uniti   | 1'24"4 |
| T       | Lisa Lindstrom | Stati Uniti   | 1'24"4 |
| 7       | Ena Stockley   | Nuova Zelanda | 1'25"8 |